# XV саммит БРИКС
XV саммит БРИКС проходил с 22 по 24 августа 2023 года в южноафриканском городе Йоханнесбурге.
Президент ЮАР Сирил Рамафоса пригласил на саммит лидеров 67 стран мира, включая более 60 глав государств и правительств стран Африки, и развивающихся государств других регионов мира: Бангладеш, Боливии, Индонезии и Ирана.

## Подготовка

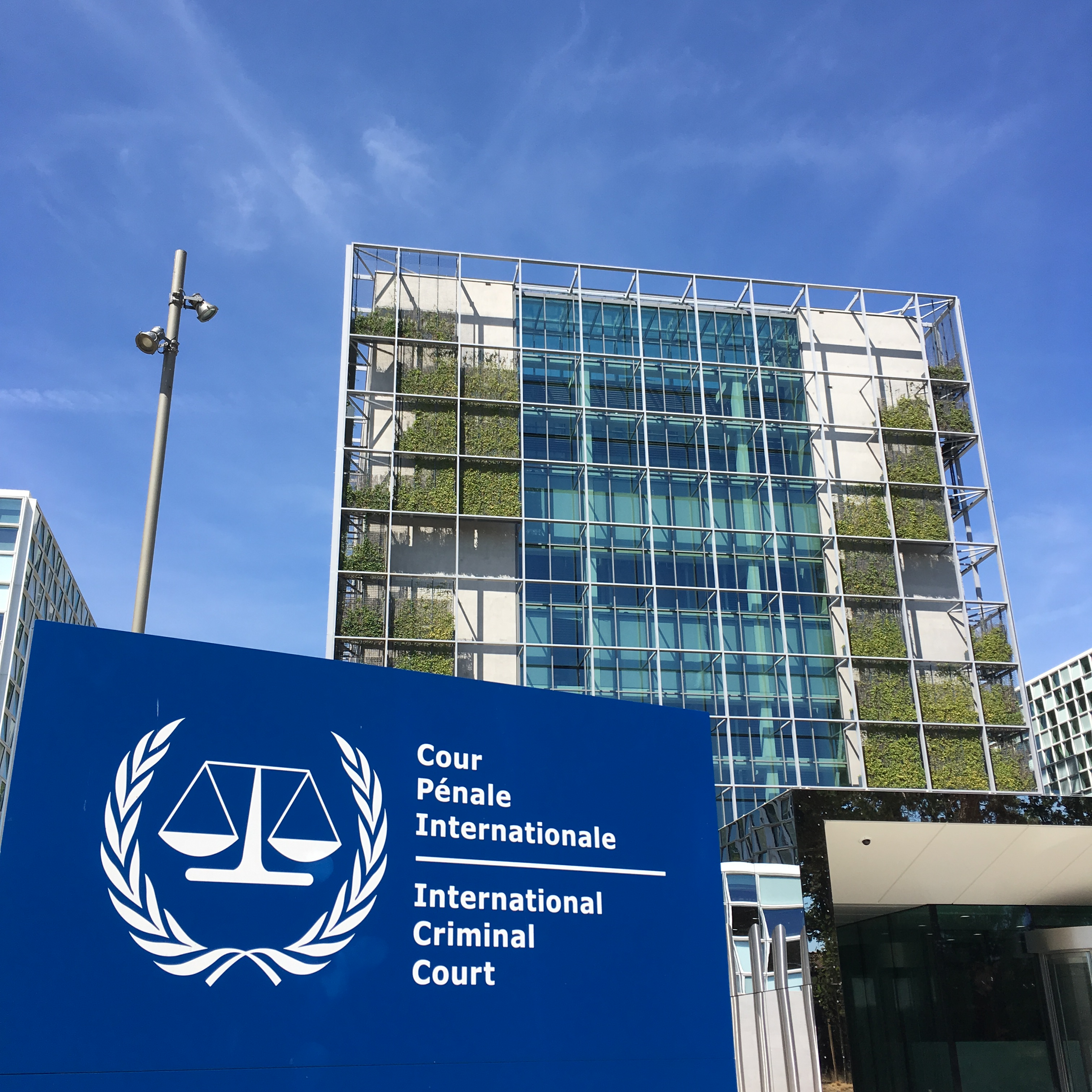
Международный уголовный суд (МУС)

В марте 2023 года Международный уголовный суд (МУС) выдал ордер на арест президента России Владимира Путина за военные преступления в период вторжения России на Украину. И как государство-подписант МУС, ЮАР обязана выполнить арест по этому ордеру.
В мае 2023 года Правительство Южно-Африканской Республики во главе с Африканским национальным конгрессом (АНК) предоставило всем приглашённым лидерам дипломатический иммунитет, однако было непонятно, предотвратит ли это арест Путина, если он примет участие в текущем саммите. По данным министерства международных отношений и сотрудничества ЮАР, предоставление такого иммунитета участникам проводимых в ЮАР международных конференций является стандартной практикой. В ответ на это оппозиционный Демократический альянс инициировал судебный иск в целях принудительного ареста Президента РФ.
В начале июня 2023 года рассматривался вопрос о переносе саммита в Китайскую Народную Республику во избежание проблемы с арестом Президента Российской Федерации. В середине июля 2023 года Владимир Путин объявил, что не будет присутствовать на саммите «по обоюдному согласию», выступив на саммите по видеосвязи, а вместо него Россию на саммите будет представлять министр иностранных дел Сергей Лавров.

## Повестка
1-2 июня 2023 г. в г. Кейптаун ЮАР состоялась совещание глав внешнеполитических ведомств стран БРИКС, посвященное подготовке XV саммита БРИКС. Обсуждалась программа саммита и механизм расширения интеграционного объединения. На встрече присутстовали «друзья БРИКС» — главы внешнеполитических ведомств Аргентины, Бангладеш, Габона, ДРК, Египта, Индонезии, Ирана, Казахстана, Коморских Островов, Кубы, ОАЭ и Саудовской Аравии.
Один из вопросов для обсуждения на этом саммите — это расширение БРИКС: от 19 до 30-ти стран выразили заинтересованность в присоединении к группе стран БРИКС.
Также один из важных вопросов на этом саммите это рассмотрение лидерами стран БРИКС создание единой безналичной межгосударственной расчетной единицы (валюты) стран БРИКС, альтернативной доллару США.

## Участники

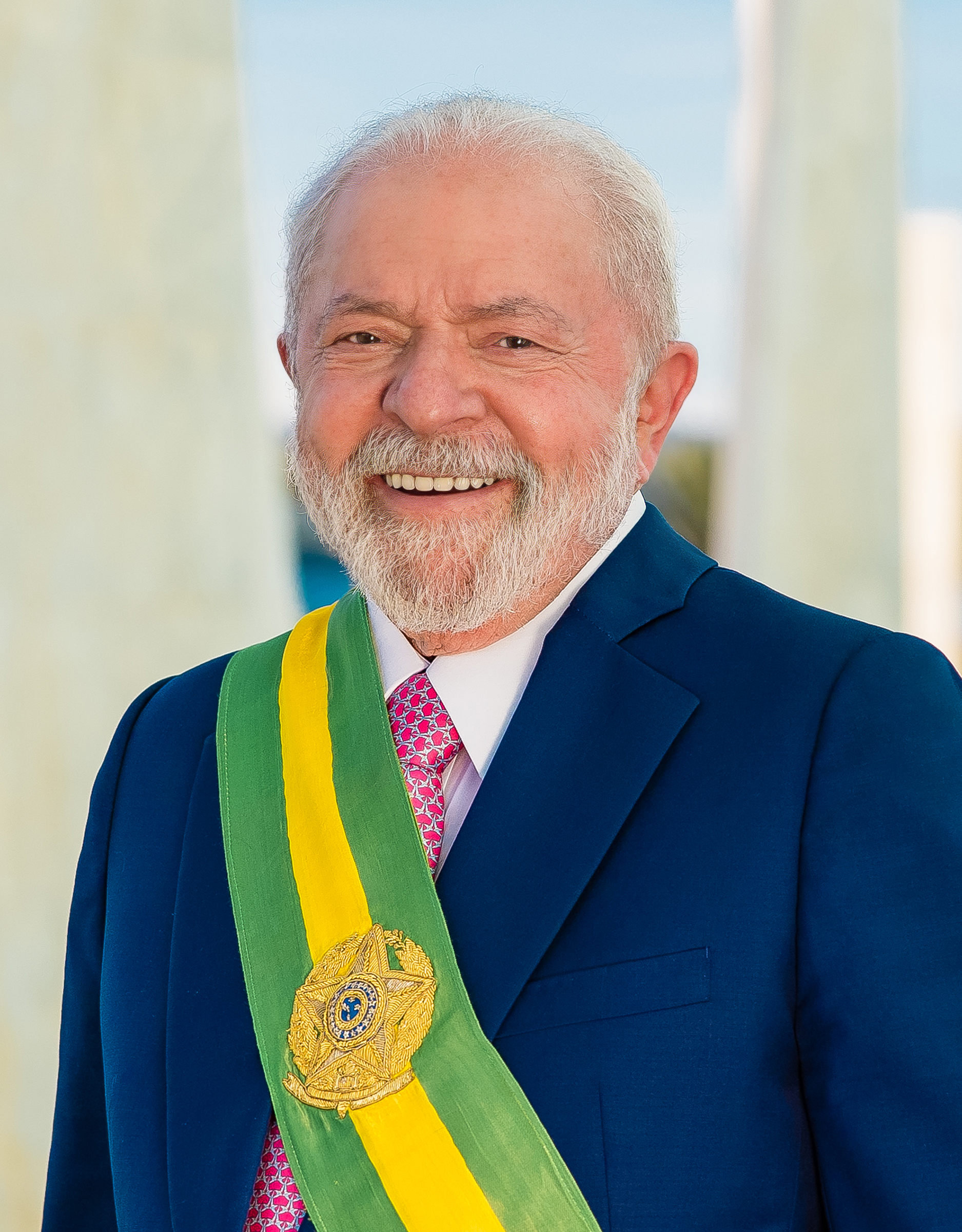
Лула да Силва, Президент
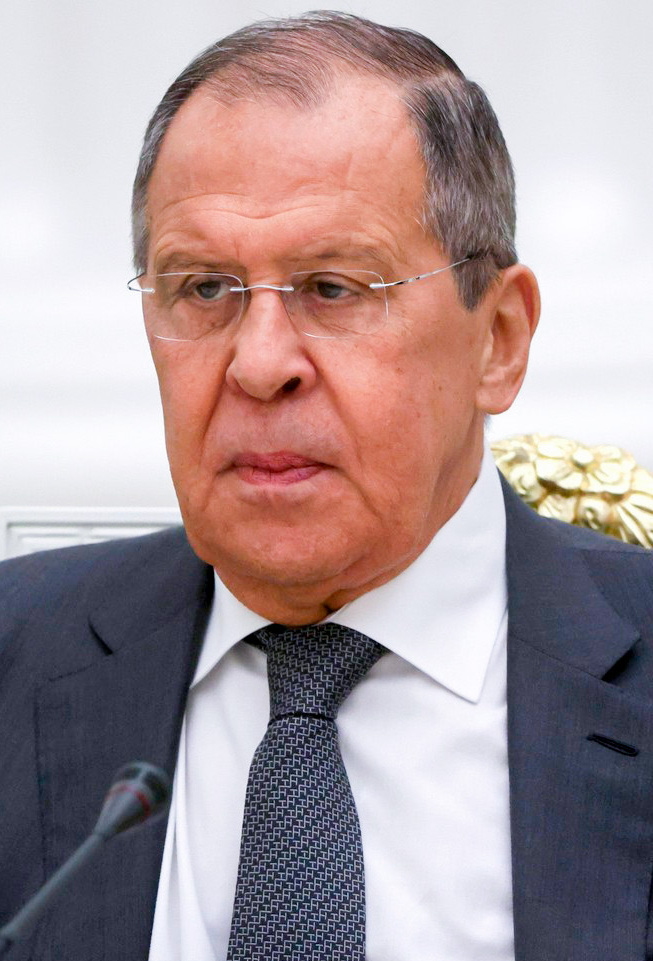
Сергей Лавров, Министр иностранных дел
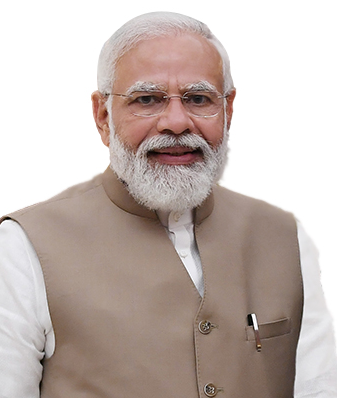
Нарендра Моди, Премьер-министр
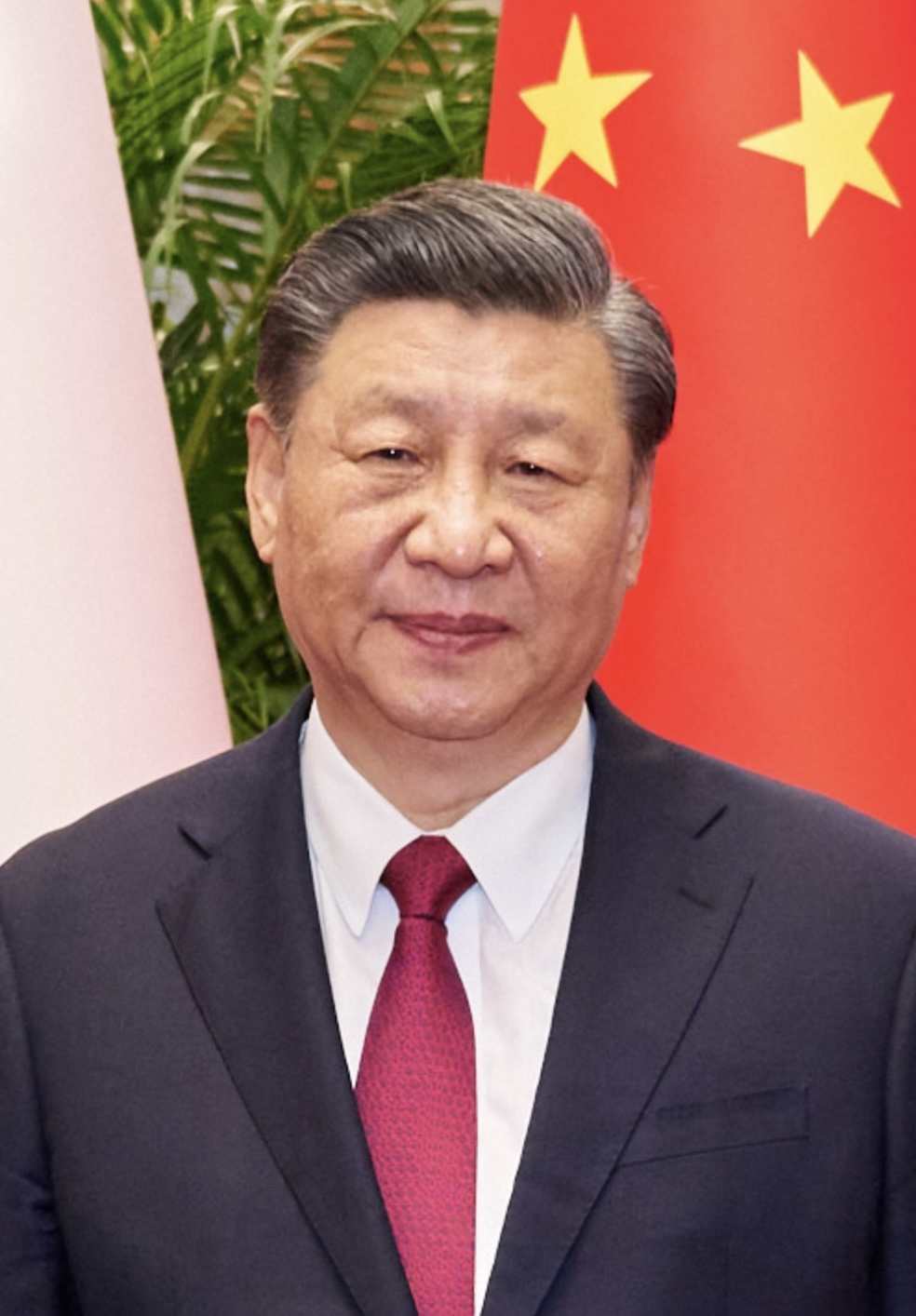
Си Цзиньпин, Председатель КНР
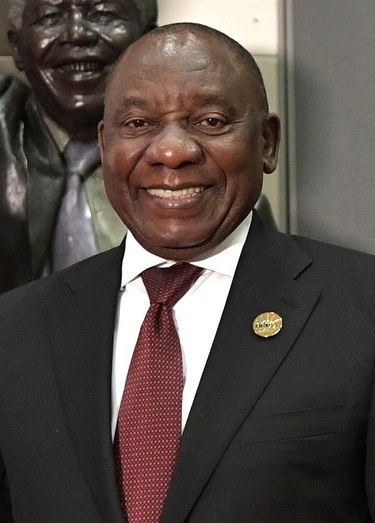
Сирил Рамафоса, Президент

## Официальные заявления
Президент Бразилии Луис Инасиу Лула да Силва подчеркнул стремление стран БРИКС к установлению мира на Украине, отметив усилия Бразилии, Китая и Южной Африки. Он заявил, что конфликт на Украине отвлекает от других кризисов, заслуживающих внимания.
Президент России Владимир Путин вновь обвинил Запад в развязывании войны против России, действия которой на Украине направлены только на одно — положить конец этой войне. Он также заявил о готовности России занять место Украины в качестве поставщика зерна и отверг международную критику за выход из зерновой сделки.
Президент ЮАР Сирил Рамафоса сообщил по итогам саммита, что Аргентина, Иран, Саудовская Аравия, Египет, Эфиопия и ОАЭ приглашены к вступлению в БРИКС в качестве полноправных членов.

## Результаты и оценки

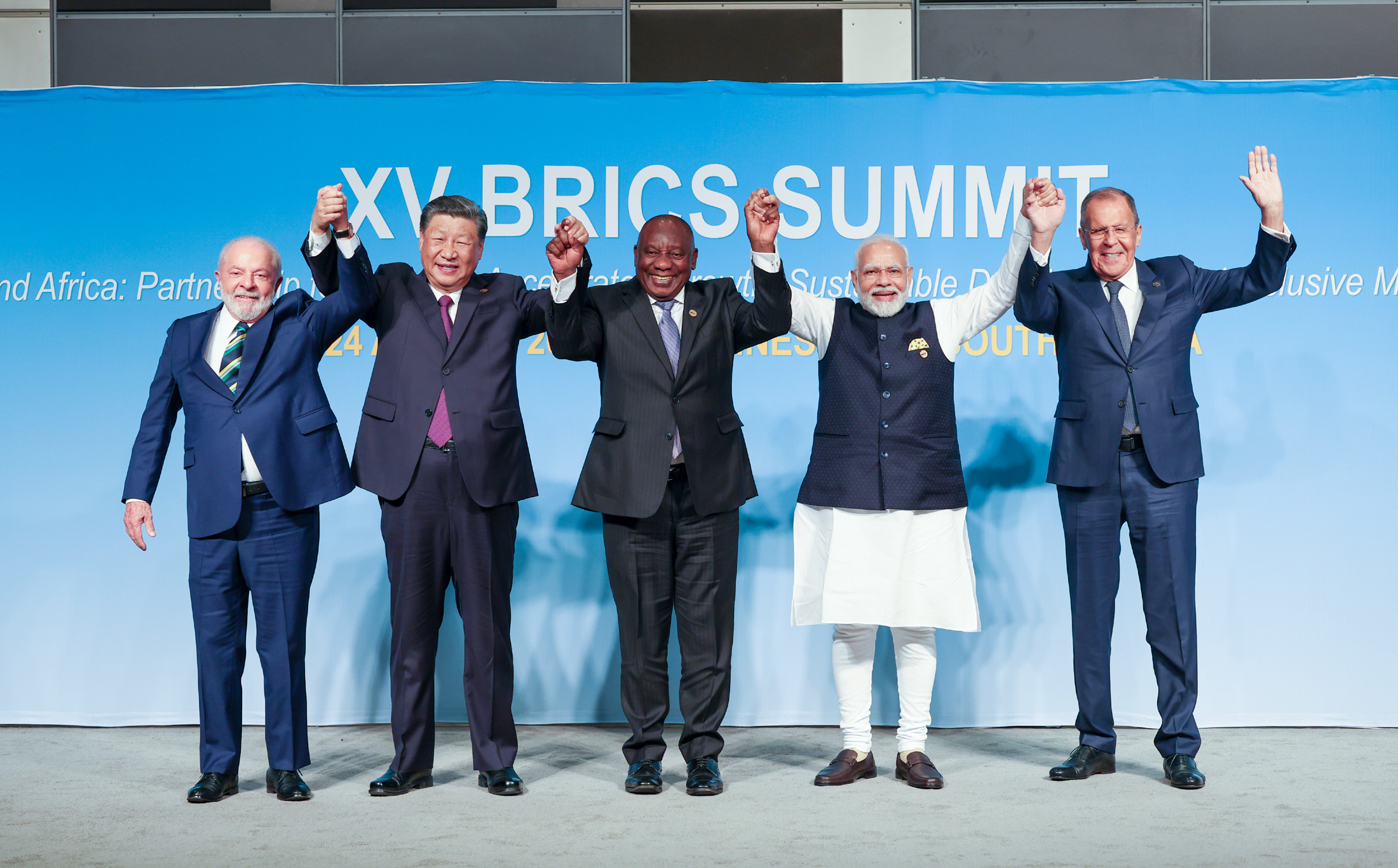
XV саммит БРИКС, 23 августа 2023 года

После расширения БРИКС, решение о котором было принято на прошедшем саммите, ВВП альянса составит 37 % от общемирового; население — 46 % от проживающих на земле; территория — 36 % от площади планеты. 
По мнению «Радио Свобода» расширение БРИКС стало победой двух лидеров союза Китая и России, снизив политическую изоляцию Москвы и укрепив мировое влияние Пекина.  
Издание Berliner Zeitung отметило, что главы государств БРИКС четко дали понять Западу, что пропагандируемые им стратегические проекты: «порядок основанный на правилах» или «внешняя политика, ориентированная на ценности» ими отвергаются, поскольку они являются инструментами обеспечения западной гегемонии. Взамен союз предлагает вернуться к международному праву, которое должно действовать по всему миру.
Такое сдвиг глобального масштаба обозначает личное поражение Урсулы фон дер Ляйен и Жозепа Борреля. Последний, рассматривающий «Европу как сад», а остальной мир как «джунгли», по всей видимости осознает, что возможности ЕС в данном случае ограничены. По мнению издания, эпохи господства Европы над миром и безопасности старого света, которую гарантировала солидарность Брюсселя с Вашингтоном давно прошли.
По оценке Bloomberg, текущее расширение БРИКС — лишь первый этап более широкого процесса, призванного дать развивающимся странам больше права голоса в глобальном управлении. По мнению агентства расширение включению в группу новых членов произошло после отказа США от экономического лидерства, продемонстрированного администрацией Дональда Трампа, и закрепленного во время правления Джо Байдена. По мнению редакции Bloomberg, это свидетельствует о провале лидерства США.